# ファン・ホーム (ミュージカル)
『ファン・ホーム』（Fun Home）は、アリソン・ベクダルによる2006年の同名の自伝的グラフィックノベルを原作とするミュージカル。制作はリサ・クロンとジニーン・テソーリ。ベクダル自身のセクシュアリティの発見と、父親との関係、そして父親の人生を取り巻く謎をめぐる物語である。ブロードウェイ史上初めての、レズビアン女性を主人公とするミュージカル作品となった。
本作は、2009年のオーハイ脚本家カンファレンス、2012年のサンデーン・シアター・ラボ、パブリック・シアター・ラボを含む複数のリーディング公演と上演を経て制作され、2013年9月にオフ・ブロードウェイのパブリック・シアターにて初演。これが好評を得て、上演は複数回延長、2014年1月に閉幕した。同プロダクションはルシル・ローテル賞9部門（ミュージカル作品賞を含む3部門を受賞）、オビー賞2部門、ドラマ・デスク・アワード8部門を含む、数々の賞にノミネートされた。
オリジナル・ブロードウェイ・プロダクションは、サークル・イン・ザ・スクエア劇場にて上演。2015年3月のプレビュー公演ののち、2015年4月に開幕した。トニー賞12部門にノミネートされ、ミュージカル作品賞を含む5部門を受賞。オリジナル・ブロードウェイ・キャストによるサウンドトラックは2016年グラミー賞最優秀ミュージカルアルバム賞にノミネートされた。ブロードウェイ・プロダクションは2016年9月10日に閉幕、その後は全米ツアーのほか、海外でも上演されている。

## 製作の背景
作家・画家であるアリソン・ベクダルの『ファン・ホーム ある家族の悲喜劇』は、漫画形式の自伝として2006年に出版され、高い評価を得た。アリソン・ベクダルの成長が、とりわけ彼女の父親であるブルース・ベクダルとの関係を中心に描かれる。アリソンは自身がレズビアンであることを両親にカミングアウトする。だが、ブルースもまたクローゼットの同性愛者であり、未成年の少年を含む複数の男性と不倫関係にあったことが判明し、事態はより複雑な問題へと発展していく。彼女のカミングアウトの4か月後、ブルースはトラックの事故で世を去る。確証は無かったが、アリソンはそれが自殺であったと結論付ける。
ベクダルによる原作『ファン・ホーム』は、リサ・クロンによる脚本・作詞と、ジャニーン・テソーリによる作曲でミュージカル化された。ジューン・トーマスは、オンラインマガジン『Slate』誌上で、本作について「大きなミュージカル作品としては初めて、若いレズビアン女性を扱った作品」とコメントした。 本作の完成までには、5年の歳月を要した。2009年8月、オーハイ脚本家カンファレンスでのワークショップに続き、2011年にはパブリック・シアターにてリーディング公演が行われた。 （この公演の出演者の中で、オフ・ブロードウェイでの正式な上演まで参加し続けたのはジュディ・クーンとベス・マローンだけであった。） 2012年7月、サンデーン・インスティテュート・シアター・ラボに参加、ワークショップを開催。このワークショップには、ラウル・エスパルザを迎えた。 その後、パブリック・シアター・ラボの一環として2012年10月から11月にかけて3週間のワークショップが行われる。 2013年4月8日、サンデーン・インスティテュートのイベントにて、楽曲を披露。同イベントには、マギー・ジレンホール、ジュディ・クーン、デイヴィッド・ハイド・ピアスらが出演した。 パブリック・シアターでの最後の公開ワークショップは、2013年5月であった。
完成に到るまでは、何度も変更や書き直しが行われた。大人のアリソンを演じたベス・マローンによれば、初期のワークショップで使用された脚本は「現在とは全く違っていた」と言う。 初期段階では、ベクダルのイラストを中心に構成されていたが、のちにこうした要素は削除され、ブルースと子どものアリソンを描いたイラストだけが物語の締めくくりとして残された。 オフ・ブロードウェイのプレビュー公演の最中にも修正は続き、出演者は毎日違う素材で演じなければならなかった。

## あらすじ
売れっ子漫画家のアリソン・ベクダルは、自伝的グラフィック・ノベルの執筆にあたり、過去の2つの時期の自分を思い返す。一人は、10歳の自分（子どものアリソン）、父親ブルースの厳しさと、芽生え始めた自身のセクシュアリティとに悩んでいた頃。もう一人は、大学1年生の自分（若いアリソン）。初めて恋人ができ、レズビアンであることをカミングアウトした時期である。
大人のアリソンは、「飛行機ごっこ」をブルースにねだっていた子どもの自分を思い出す。近所の火事で焼け残ったがらくたを譲ってもらったブルースは、価値のあるものが隠れていないか探している（"It All Comes Back")。ベクダル一家はブルースが再建した、美しいビクトリア様式の家に住んでいた。地域歴史保存会から視察が来ると聞いたアリソンの母ヘレンは、夫の厳しい美意識に見合うよう家を整えようとする（"Welcome to Our House on Maple Avenue")。
大学に入学したばかりの若いアリソンは、不安な気持ちを父親との電話で吐露し、日記をつづる（"Not Too Bad"）。
ベクダル家は葬儀社を営んでいた。ブルースが客と話している間、子どものアリソンと彼女の兄弟、ジョンとクリスチャンは、棺桶に隠れている。子ども達は、ベクダル葬儀社の架空のコマーシャルごっこをして遊ぶ("Come to the Fun Home")。
大学の同性愛者団体の部屋を前にためらう若いアリソン。そこへやってきた、若く、自信に満ちたレズビアン女性、ジョーンに声をかけられてまごつく。
ブルースは、庭の手入れのために雇ったロイという男性を家に招く。図書室で、ブルースはロイに近づき、誘いはじめる。ヘレンは気づかないふりをするよう努めながら、二階でピアノを弾く("Helen's Etude")。
若いアリソンは両親に手紙を書く。だが、ジョーンのこと、自身がレズビアンであると気付いたことには触れずにおく。
ブルースは子どものアリソンにドレスを着るよう言い聞かせるが、アリソンはデニムジャケットの方が良いと言う。ブルースに、女の子たちの中でたったひとりドレスを着ていなかったら、パーティーで笑いものになると諭されると、彼女は渋々ドレスを着る("Party Dress")。
自身がレズビアンであるとの手紙を両親に送ったことを、ジョーンに誇らしげに伝える若いアリソン。そのうちに本当はアセクシュアルなのではないかと疑い始めるが、ジョーンにキスされて確信を持つ。その夜、若いアリソンはジョーンと体を交わし、興奮と幸福に満たされる("Changing My Major")。
大人のアリソンは、父の死と彼女のカミングアウトとのつながりについて考える。
子どものアリソンは、自分の家族が住んだことのある場所の地図を描くという宿題をしている。しかし、ブルースはアリソンの手からスケッチブックを奪い、彼の正しいと考える描き方で描き直してしまう。大人のアリソンは、たとえブルースがヨーロッパを旅し、住んだことがあったにしろ、彼の生まれた場所、生活、仕事、死はすべて、ペンシルバニア州ビーチ・クリークの、小さな円の中で起きていたことに気付く("Maps")。
未成年の少年と一緒にいるブルースは、車で家に送ると少年に申し出る。彼は車内で少年にビールをすすめる。のちに、ここで二人が性的関係を持ったことが暗示される。
若いアリソンは自身のカミングアウトに対しての返事がほしいと両親に手紙を書く。
子どものアリソンが『パートリッジ・ファミリー』を見ているところに、ブルースがやってきてテレビを消してしまう。ブルースと話すうち、アリソンは彼がこれから精神科の診察を受けに行くのだと知る。彼はそれを、自分は「悪く」、アリソンのように「良く」ないからだと言う。彼が嘘をついていたことに苛立つ大人のアリソン。彼が出かけた本当の理由は、未成年の少年と関係を持ったかどで逮捕されたためだった。ヘレンは、精神科に行けばブルースはよくなると言って、子どものアリソンに念を押す。
ブルースはヘレンと激しく言い争い、本と一緒に彼女の持ち物をいくつか壊してしまう。子どものアリソンはテレビで見た家族と同じように、楽しく歌っている自分たちを想像する("Raincoat of Love")。
大人のアリソンは、ブルースに連れられてニューヨークのグリニッジ・ヴィレッジのアパートで兄弟たちと過ごした時のことを思い出す。長い一日が終わり、子どものアリソン、クリスチャンとジョンは寝袋に入る。子どものアリソンが目を覚ますと、ブルースがアパートを抜け出そうとしている。ブルースはアリソンに子守唄を歌い("Pony Girl")、新聞を買いに行くだけだと言い聞かせる。しかし本当は、街へ男性を誘いに出るところだった。
若いアリソンは、彼女のカミングアウトに対しての、ブルースのあいまいな返信に憤る。子どものアリソンは、ブルースと軽食堂にいる。店に入ってきた配送員の女性を見て、不思議な親近感を感じる("Ring of Keys")。
若いアリソンは、カミングアウトに対してのきちんとした返事を聞くため両親に電話をかける。そこで、ブルースが男性や少年と性的関係を持ってきたことをヘレンから聞かされ驚愕する。
その時期の家族の張りつめた雰囲気に思いをはせる大人のアリソンは、両親の激しい言い争いの様子を見る。
大学の長期休暇に、若いアリソンはジョーンを連れて家に帰ってくる。ヘレンはアリソンに、満たされない結婚生活で費やした、自らのの人生の悲惨を語る("Days and Days")。その夜、ピアノを囲む若いアリソン、ジョーン、ブルースは思いがけず楽しい時間を過ごす。ブルースがアリソンをドライブに誘ったとき、大人のアリソンは若いアリソンが立ち去ったことに気付く。こうして、彼女は時の隔たりを越えてブルースと車に乗りこむ。車の中で二人は、お互いに気持ちを伝えようとする("Telephone Wire")。
歴史建築再建の仕事に強迫的なまでにのめりこむブルース。崩れかかる自身の人生をつなぎとめようとするが、そのすべが見つからない。彼はトラックの前に飛び出し、この世を去る("Edges of the World")。
初めて過去と和解した大人のアリソンは、完璧な調和のひと時を思い出し、描きはじめる。それは、ブルースと「飛行機ごっこ」をしていたひと時だった。三人のアリソンが、ともに過去を振り返る("Flying Away")。

## キャラクター、オリジナルキャスト
主人公のアリソン・ベクダルは、三人の俳優によって演じられる。物語の語り手として、自身の家族と若いころの自分を振り返る、43歳の「大人のアリソン」。自らのセクシュアリティに気付いた、オーバリン大学に通う19歳の「若いアリソン」。そして父親の期待に反発し、悩んでいる、10歳の「子どものアリソン」である。
オリジナル・キャストは以下の通り。
| キャラクター                          | オフ・ブロードウェイ(2013年) | ブロードウェイ（2015年） | 全米ツアー(2016年)             |
| ------------------------------------- | ---------------------------- | ------------------------ | ------------------------------ |
| アリソン・ベクダル                    | ベス・マローン               | ベス・マローン           | ケイト・シンドル               |
| ブルース・ベクダル                    | マイケル・サーヴェリス       | マイケル・サーヴェリス   | ロバート・ペトコフ             |
| ヘレン・ベクダル                      | ジュディ・クーン             | ジュディ・クーン         | スーザン・モニス               |
| 子どものアリソン                      | シドニー・ルーカス           | シドニー・ルーカス       | アレッサンドラ・バルダッキーノ |
| 若いアリソン                          | アレクサンドラ・ソーシャ     | エミリー・スケッグス     | アビー・コリガン               |
| クリスチャン・ベクダル                | グリフィン・バーニー         | オスカー・ウィリアムズ   | パイアソン・サルバドル         |
| ジョン・ベクダル                      | ノア・ヒンズデール           | ゼル・モロー             | レノン・ネイト・ハムモンド     |
| ジョーン                              | ロベルタ・コリンドレス       | ロベルタ・コリンドレス   | カレン・アイルバッハー         |
| ロイ/マーク/ピート/ボビー・ジェレミー | ジョエル・ペレス             | ジョエル・ペレス         | ロバート・ヘイガー             |

2013年11月に、アレクサンドラ・ソーシャはオフ・ブロードウェイ・プロダクションを去り、代役であったエミリー・スケッグスが若いアリソンを引き継いだ。 スケッグスはブロードウェイ・プロダクションでも同役を演じた。 2015年10月に、子どものアリソンはシドニー・ルーカスから、代役であったガブリエラ・ピッツォロに引き継がれた。
ジュディ・クーンの腰の手術のため、2016年4月5日から5月22日まで、ヘレン・ベクダルをレベッカ・ルーカーが演じた。 クーンは5月24日に復帰。

## 楽曲とレコーディング
楽曲は脚本に組み込まれているため、プログラムに楽曲リストは掲載されなかった。
2014年に発売されたオリジナル・キャスト・アルバムは、 ビルボードのキャスト・アルバム・チャートの2位にランクイン。これはオフ・ブロードウェイ・キャスト・アルバムとしては快挙であった。 2015年のブロードウェイ開幕後、新しいバージョンのレコーディングが行われた。このバージョンでは、ブロードウェイ公演で新たに加わった要素が追加されたほか、若いアリソンとして新たにエミリー・スケッグスを迎えるなど、一部再レコーディングも行われた。また、リスナーがストーリーを追えるよう、台詞部分も追加されている。具体的には、オリジナル版に収録されていた"Al for Short"が”Party Dress”へ変更。"Al for Short"は子どものアリソンの歌うナンバーだが、ブロードウェイ公演ではカットされている。台詞のトラック、"Clueless in New York"が"I need more coffee"に替わって追加。その他、ブルースのアカペラで歌う子守歌"Pony Girl"と、台詞のシーン"A flair for the dramatic..."が追加された。同アルバムは2015年5月に発売。
以下は、2015年にリリースされたブロードウェイ・オリジナル・キャスト版サウンドトラックのトラックリスト。ブロードウェイ・プロダクションの曲目が反映されている。
- 1. "It All Comes Back (Opening)" – 子どものアリソン、ブルース、大人のアリソン、全員
- 2. "Sometimes my father appeared to enjoy having children..." – 大人のアリソン、ブルース、ヘレン
- 3. "Welcome to Our House on Maple Avenue" – ヘレン、大人のアリソン、子どものアリソン、クリスチャン、ジョン、ブルース、ロイ
- 4. "Not Too Bad" – 若いアリソン
- 5. "Just had a good talk with Dad..." – 大人のアリソン、若いアリソン、ブルース、ピート、子どものアリソン、ジョン、クリスチャン
- 6. "Come to the Fun Home" – ジョン、クリスチャン、子どものアリソン
- 7. "Helen’s Etude" – 大人のアリソン、ロイ、ブルース、子どものアリソン、ヘレン、ジョン、クリスチャン、若いアリソン
- 8. "Thanks for the care package..." – 若いアリソン、ジョーン、子どものアリソン、ブルース
- 9. "Party Dress" – 子どものアリソン、ブルース、若いアリソン、大人のアリソン
- 10. "Changing My Major" – 若いアリソン
- 11. "I leapt out of the closet..." – 大人のアリソン、子どものアリソン、ブルース、ヘレン
- 12. "Maps" – 大人のアリソン
- 13. "Read a book..." – ブルース、子どものアリソン、大人のアリソン、ヘレン
- 14. "Raincoat of Love" – ボビー・ジェレミー、全員
- 15. "Clueless in New York…" – 大人のアリソン、子どものアリソン、ブルース
- 16. "Pony Girl" – ブルース
- 17. "A flair for the dramatic…" – 大人のアリソン、ジョーン、若いアリソン、ブルース
- 18. "Ring of Keys" – 子どものアリソン、大人のアリソン
- 19. "Let me introduce you to my gay dad..." – ジョン、若いアリソン、大人のアリソン、ブルース、子どものアリソン
- 20. "Shortly after we were married..." – ヘレン、若いアリソン
- 21. "Days and Days" – ヘレン
- 22. "You ready to go for that drive?..." – ブルース、大人のアリソン
- 23. "Telephone Wire" – 大人のアリソン、ブルース
- 24. "It was great to have you home..." – ブルース、大人のアリソン
- 25. "Edges of the World" – ブルース
- 26. "This is what I have of you..." – 大人のアリソン
- 27. "Flying Away (Finale)" – 大人のアリソン、若いアリソン、子どものアリソン

## 受賞とノミネート
パブリック・シアター・プロダクションは2014年のエドワード・Ｍ・ケネディ米国歴史演劇賞にノミネートされたほか、 ルシル・ローテル賞9部門 (ミュージカル作品賞を含む3部門を受賞)、 アウター・クリティクス・サークル賞7部門（オフ・ブロードウェイ・ミュージカル作品賞受賞）、 ドラマ・リーグ賞3部門、 ドラマ・デスク・アワード8部門にノミネート、 オフ・ブロードウェイ・アライアンス賞ではミュージカル作品賞を受賞した。 多くの批評家が本作の2014年ピューリッツァー賞戯曲部門の受賞を予想、最終選考まで残ったものの、同年の受賞はアニー・ベーカーによるThe Flickとなった。ピューリッツァー賞選考委員会は、本作について「グラフィック・ノベルを原作とした、胸に刺さるミュージカル」とコメントした。 同プロダクションは、ニューヨーク批評家サークル賞ミュージカル作品賞、オビー賞ミュージカル作品賞を受賞。 当時10歳だったシドニー・ルーカスは、同賞パフォーマンス賞を受賞。歴代最年少の受賞であった。
オリジナル・ブロードウェイ・プロダクションはトニー賞12部門にノミネートされ、ミュージカル作品賞を含む5部門を受賞。 オリジナル楽曲賞を受賞したジニーン・テソーリとリサ・クロンは、女性製作チームとしては歴代初の受賞となった。 その他、クロンが脚本賞、サーヴェリスがミュージカル主演男優賞、ゴールドが演出賞をそれぞれ受賞。 ルーカスとスケッグスはシアター・ワールド賞を受賞した。

### オリジナル・オフ・ブロードウェイ・プロダクション
| 年   | 賞                                      | 部門                                                     | 候補者                                                   | 結果       |
| ---- | --------------------------------------- | -------------------------------------------------------- | -------------------------------------------------------- | ---------- |
| 2014 | エドワード・Ｍ・ケネディ 米国歴史演劇賞 | エドワード・Ｍ・ケネディ 米国歴史演劇賞                  | エドワード・Ｍ・ケネディ 米国歴史演劇賞                  | ノミネート |
| 2014 | ルシル・ローテル賞                      | ミュージカル作品賞                                       | ミュージカル作品賞                                       | 受賞       |
| 2014 | ルシル・ローテル賞                      | 演出賞                                                   | サム・ゴールド                                           | ノミネート |
| 2014 | ルシル・ローテル賞                      | 振付賞                                                   | ダニー・メフォード                                       | ノミネート |
| 2014 | ルシル・ローテル賞                      | ミュージカル主演男優賞                                   | マイケル・サーヴェリス                                   | 受賞       |
| 2014 | ルシル・ローテル賞                      | ミュージカル主演女優賞                                   | シドニー・ルーカス                                       | ノミネート |
| 2014 | ルシル・ローテル賞                      | ミュージカル主演女優賞                                   | アレクサンドラ・ソーシャ                                 | ノミネート |
| 2014 | ルシル・ローテル賞                      | ミュージカル助演男優賞                                   | ノア・ヒンスデール                                       | ノミネート |
| 2014 | ルシル・ローテル賞                      | ミュージカル助演女優賞                                   | ジュディ・クーン                                         | 受賞       |
| 2014 | ルシル・ローテル賞                      | 照明賞                                                   | ベン・スタントン                                         | ノミネート |
| 2014 | ピューリッツァー賞 戯曲部門             | ピューリッツァー賞 戯曲部門                              | ピューリッツァー賞 戯曲部門                              | Finalist   |
| 2014 | ニューヨーク演劇批評家サークル賞        | ミュージカル作品賞                                       | ミュージカル作品賞                                       | 受賞       |
| 2014 | アウター・クリティクス・サークル賞      | オフ・ブロードウェイ・ミュージカル作品賞                 | オフ・ブロードウェイ・ミュージカル作品賞                 | 受賞       |
| 2014 | アウター・クリティクス・サークル賞      | ミュージカル脚本賞(ブロードウェイ／オフ・ブロードウェイ) | ミュージカル脚本賞(ブロードウェイ／オフ・ブロードウェイ) | ノミネート |
| 2014 | アウター・クリティクス・サークル賞      | オリジナル楽曲賞                                         | オリジナル楽曲賞                                         | ノミネート |
| 2014 | アウター・クリティクス・サークル賞      | ミュージカル演出賞                                       | サム・ゴールド                                           | ノミネート |
| 2014 | アウター・クリティクス・サークル賞      | ミュージカル主演男優賞                                   | マイケル・サーヴェリス                                   | ノミネート |
| 2014 | アウター・クリティクス・サークル賞      | ミュージカル助演女優賞                                   | ジュディ・クーン                                         | ノミネート |
| 2014 | アウター・クリティクス・サークル賞      | ミュージカル助演女優賞                                   | シドニー・ルーカス                                       | ノミネート |
| 2014 | ドラマ・リーグ賞                        | ブロードウェイ・オフブロードウェイ・ミュージカル作品賞   | ブロードウェイ・オフブロードウェイ・ミュージカル作品賞   | ノミネート |
| 2014 | ドラマ・リーグ賞                        | パフォーマンス賞                                         | マイケル・サーヴェリス                                   | ノミネート |
| 2014 | ドラマ・リーグ賞                        | パフォーマンス賞                                         | シドニー・ルーカス                                       | ノミネート |
| 2014 | オビー賞                                | ミュージカル作品賞                                       | リサ・クロン ジニーン・テソーリ サム・ゴールド           | 受賞       |
| 2014 | オビー賞                                | パフォーマンス賞                                         | シドニー・ルーカス                                       | 受賞       |
| 2014 | ドラマ・デスク・アワード                | ミュージカル作品賞                                       | ミュージカル作品賞                                       | ノミネート |
| 2014 | ドラマ・デスク・アワード                | ミュージカル助演女優賞                                   | シドニー・ルーカス                                       | ノミネート |
| 2014 | ドラマ・デスク・アワード                | ミュージカル演出賞                                       | サム・ゴールド                                           | ノミネート |
| 2014 | ドラマ・デスク・アワード                | 楽曲賞                                                   | ジニーン・テソーリ                                       | ノミネート |
| 2014 | ドラマ・デスク・アワード                | 作詞賞                                                   | リサ・クロン                                             | ノミネート |
| 2014 | ドラマ・デスク・アワード                | ミュージカル脚本賞                                       | リサ・クロン                                             | ノミネート |
| 2014 | ドラマ・デスク・アワード                | 編曲賞                                                   | ジョン・クランシー                                       | ノミネート |
| 2014 | ドラマ・デスク・アワード                | ミュージカル音響デザイン賞                               | カイ・ハラダ                                             | ノミネート |
| 2014 | オフ・ブロードウェイ・アライアンス賞    | ミュージカル作品賞                                       | ミュージカル作品賞                                       | 受賞       |

### オリジナル・ブロードウェイ・プロダクション
| 年   | 賞                 | 部門                                     | 候補者                                   | 結果       |
| ---- | ------------------ | ---------------------------------------- | ---------------------------------------- | ---------- |
| 2015 | トニー賞           | ミュージカル作品賞                       | ミュージカル作品賞                       | 受賞       |
| 2015 | トニー賞           | ミュージカル脚本賞                       | リサ・クロン                             | 受賞       |
| 2015 | トニー賞           | オリジナル楽曲賞                         | ジニーン・テソーリ リサ・クロン          | 受賞       |
| 2015 | トニー賞           | ミュージカル主演男優賞                   | マイケル・サーヴェリス                   | 受賞       |
| 2015 | トニー賞           | ミュージカル主演女優賞                   | ベス・マローン                           | ノミネート |
| 2015 | トニー賞           | ミュージカル助演女優賞                   | ジュディ・クーン                         | ノミネート |
| 2015 | トニー賞           | ミュージカル助演女優賞                   | シドニー・ルーカス                       | ノミネート |
| 2015 | トニー賞           | ミュージカル助演女優賞                   | エミリー・スケッグス                     | ノミネート |
| 2015 | トニー賞           | ミュージカル演出賞                       | サム・ゴールド                           | 受賞       |
| 2015 | トニー賞           | 編曲賞                                   | ジョン・クランシー                       | ノミネート |
| 2015 | トニー賞           | ミュージカル装置デザイン賞               | デイヴィッド・ジン                       | ノミネート |
| 2015 | トニー賞           | ミュージカル照明デザイン賞               | ベン・スタントン                         | ノミネート |
| 2015 | シアターワールド賞 | デビュー・パフォーマンス賞               | シドニー・ルーカス                       | 受賞       |
| 2015 | シアターワールド賞 | デビュー・パフォーマンス賞               | エミリー・スケッグス                     | 受賞       |
| 2016 | グラミー賞         | 最優秀ミュージカル・シアター・アルバム賞 | 最優秀ミュージカル・シアター・アルバム賞 | ノミネート |

## さらに読む
- Schwiegershausen, Erica (2013年10月18日). “Q&A: Alison Bechdel on the New Fun Home Musical”. New York 2014年10月5日閲覧。
- Bechdel, Alison (2014年7月2日). “Fun Home! The Musical!”. Seven Days (Burlington, Vermont: Da Capo Publishing) 2014年7月23日閲覧。